# MP4
MP4 je formát multimediálního kontejneru definovaný standardem ISO/IEC 14496-14:2003. Je také známý pod názvem MPEG-4 Part 14, jde tedy o součást standardu MPEG-4. Jako jeho základ posloužil formát kontejneru MPEG-4 Part 12 (ISO base media file format), který byl vytvořen na základě QuickTime od společnosti Apple. Představuje moderní a otevřenou alternativu k zastaralému formátu kontejneru AVI. Oproti AVI může MP4 obsahovat menu, více titulků i zvukových stop a dokonce i 3D objekty. Umožňuje také bezproblémové streamování videa.

## Data v kontejneru
Oproti AVI má MP4 trochu jiné možnosti v použití kompresí. Nejčastěji se používá MPEG-4 pro obraz (méně často MPEG-1 nebo MPEG-2) a MP3 a AAC pro zvuk (méně často další specifické formáty definované v MPEG-4 Part 3), tedy kompresní audiovizuální formáty skupiny MPEG. Mezi uživateli PC je velmi známá video komprese MPEG-4 part 2 (MPEG-4 ASP), které se drží například kodeky DivX a Xvid. Další známá video komprese je MPEG-4 part 10 (MPEG-4 AVC, H.264), kterou implementuje například kodér x264. Zvuková komprese AAC (Advanced Audio Coding) je potom definována standardem MPEG-2 part 7 a taky jako jedna z více formátů kompresí definovaných v standardu MPEG-4 part 3 – subpart 4. Formát titulkových stop Timed Text (TTXT) je potom definován v MPEG-4 part 17.
Téměř jakýkoliv typ dat může být vložený v MP4 kontejnerech. Registrované typy dat pro přenos v souborech založených na MPEG-4 Part 12 jsou publikovány na oficiálních webových stránkách MP4 Registration authority (mp4ra.org), ale většina z těchto typů není běžně podporována a často se používají jen na specifické účely. Vývojáři nových typů přenášených dat by měli tyto typy bezplatně zaregistrovat u registrační autority. Taková registrace ale není povinná a některé používané typy (např. některé audio a video komprese) nejsou registrované. Pokud jednou někdo definuje a zaregistruje způsob ukládání nějakého typu dat (např. konkrétní typ komprese), ostatní zájemci o ukládání daného typu by neměli vyvíjet žádné vlastní specifikace a měli by využít už existující.

### Upravené verze MP4
O rozšíření MP4 do povědomí lidí se postarala například firma Nero, která tento formát používá pro ukládání videa s kompresí MPEG-4. A potom také firma Apple, která opouští své proprietární formáty (Sorenson, QuickTime) a přechází ke standardizovanému MPEG-4. Obě firmy si ale standardy upravují k obrazu svému. Nero používá pro titulky v rozporu s ISO formát VobSub, Apple začlenil do MP4 DRM systém FairPlay omezující práva uživatele multimediálních souborů. Existují ještě další úpravy MP4, které například umožňují použít Vorbis kompresi zvuku v MP4 kontejneru. Samozřejmě všechny tyto úpravy jsou neoficiální a nedá se tedy očekávat jejich široká podpora.
Jedním z oficiálních a rozšířených formátů založených na ISO base media file format a částečně i na MP4 je formát 3GPP (3GP, 3GP2) používaný v mobilních telefonech. Ten standardizuje pro obraz kompresi H.263, a pro zvuk kompresi AMR používanou standardně pro přenos hovorů mezi mobilními telefony.

## Přehrávání
Pro přehrávání MP4 na počítači se systémem Windows je možné použít mnoho přehrávačů a filtrů. Přehrávače, které nespolupracují se systémem DirectShow a umí přehrávat MP4, jsou například MPlayer a VLC media player nebo QuickTime Player. Jeden z nejpopulárnějších přehrávačů videa Media Player Classic má MP4 podporu také zabudovanou. Pro ostatní DirectShow přehrávače je nutné nainstalovat systémový MP4 splitter. Nabízí jej jako součást svých balíků například firmy Nero nebo 3ivx. Příkladem samotného MP4 splitteru je Haali Media Splitter, který kromě MP4 zvládá také formáty AVI, Ogg a Matroska. Jako DirectShow splitter lze také použít MP4/QuickTime splitter obsažený v Media Playeru Classic. Pro úspěšné přehrání videa je ale nutné nainstalovat také dekodéry videa a zvuku. DirectShow filtr ffdshow obsahuje dekodéry videa MPEG-1, MPEG-2, MPEG-4 ASP, MPEG-4 AVC, H.263 a dekodéry zvuku MPEG-1 (MP3), MPEG-4 (AAC) i AMR.
MP4 je dnes často používáno pro ukládání HD videa v digitálních fotoaparátech (i kamerách). To ovšem přináší problémy při střihání, ale někdy i při prohlížení zaznamenaného HD videa – řada nových fotoaparátů i videokamer ho totiž ukládá v nějaké vlastní, ne zcela standardní variantě MP4. Jednou z nich je třeba AVCHD LITE.